# Livadia

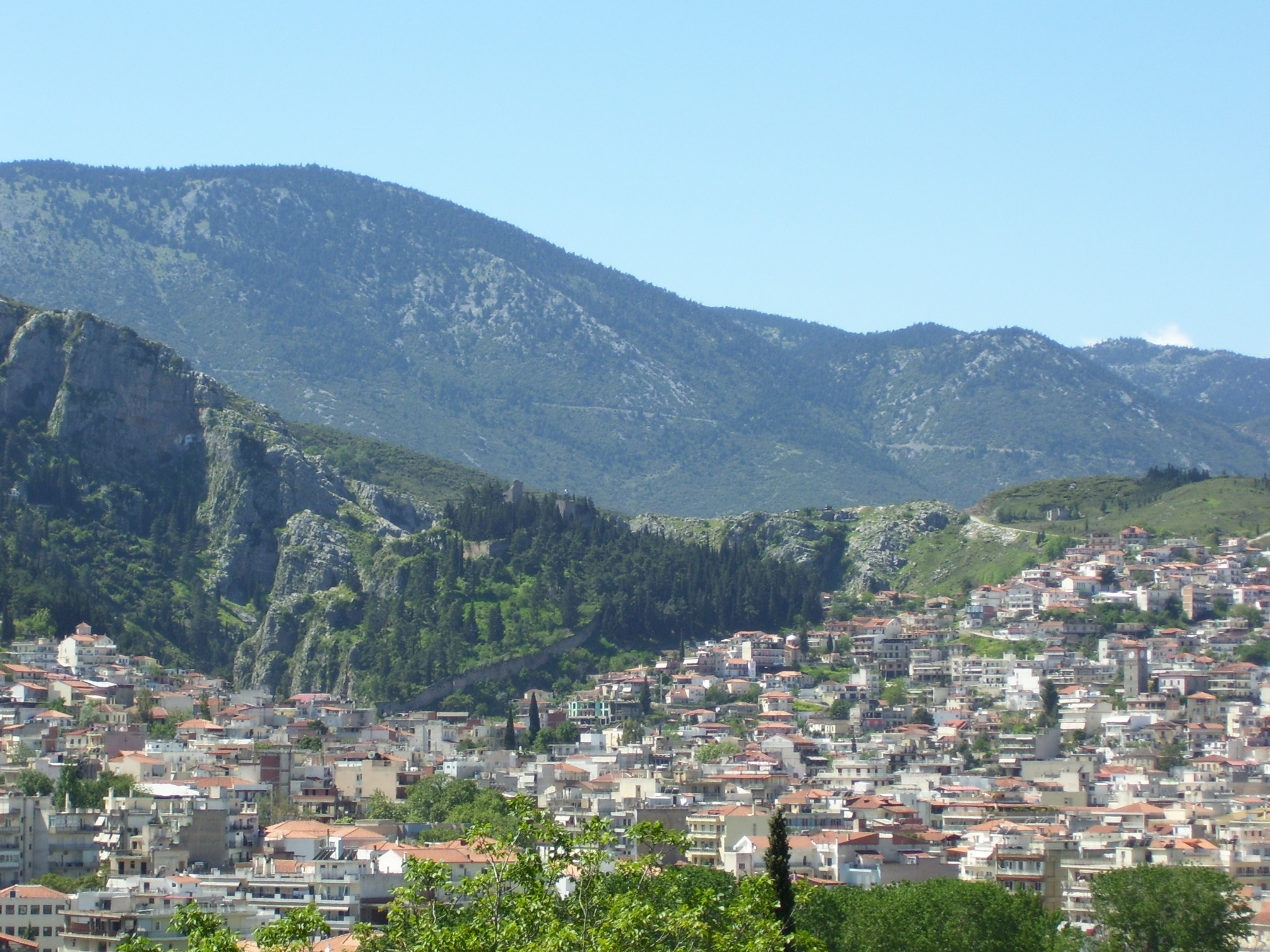
Stadtansicht

Livadia (neugriechisch Λιβάδεια [liˈvaðja], veraltet auch Λειβαδιά [livaˈðja], (f. sg.); altgriechisch Λεβάδεια Lebadeia oder Λεβαδία Lebadia) ist eine griechische Stadt.

## Geografie

### Geografische Lage und Gliederung
Livadia liegt in Böotien (Region Mittelgriechenland). Das Gemeindegebiet umfasst im Norden die Stadt Livadia östlich des Parnass-Massivs mit einem Anteil an der Ebene des Flusses Kifisos. Livadia erstreckt sich aber auch weit nach Süden über die Berge Kolliedes, Megali Loutsa, Paliovouna und Tsiveri bis an den Golf von Korinth, westlich des Berges Helikon.
Seit der Verwaltungsreform 2010 besteht es aus den Gemeindebezirken Cheronia, Davlia, Koronia, Kyriaki und Livadia, die bis dato eigenständige Gemeinden waren.

### Siedlungsgeografie
22.779 der insgesamt 31.315 Einwohner der Gemeinde leben in der Stadt Livadia selbst, die restliche Bevölkerung der Gemeinde verteilt sich auf 19 weitere Ortschaften.

## Geschichte

### Antike
Lebadeia war für sein Orakel des Trophonios berühmt, das von Persönlichkeiten wie Mardonios und Aemilius Paulus besucht wurde. Die Polis Lebadeia trat dem Böotischen Bund unter der Führung von Theben bei und teilte Aufstieg und Fall von Theben. Im Jahr 395 v. Chr. zerstörte Lysander die Stadt erstmals, 86 v. Chr. erfolgte eine zweite Zerstörung durch Mithridates VI. von Pontos. Die antike Polis befand sich auf dem rechten Ufer des kleinen Flusses Erkina.

### Mittelalter
In den ersten Jahrhunderten der Herrschaft des byzantinischen Reiches von 395 n. Chr. an hatte die Siedlung keine gesonderte Bedeutung. Durch die Reorganisation der byzantinischen Militärverwaltung mit Neueinteilung der Themen im Bereich der griechischen Halbinsel erfuhr Livadia durch Einrichtung des Themas Ellada (Griechenland) eine Aufwertung als Verwaltungssitz dieses Themas. Einhergehend mit der verwaltungstechnischen Aufwertung stellte sich auch eine Zunahme der wirtschaftlichen Bedeutung der Siedlung ein. Unverändert dominierte die größere Nachbarstadt Theben wirtschaftlich Livadia.
Nach der Zerschlagung des byzantinischen Reiches 1204 durch den vierten Kreuzzug geriet Livadia in den Herrschaftsbereich des Herzogtums Athen. Nach der Niederlage des Herzogtums Athen 1311 bei der Schlacht von Halmyros (Almyros) gewann die Katalanische Kompanie die Herrschaft über Livadia. Die Burg der Stadt wurde von den Einwohnern von Livadia den siegreichen Katalanen übergeben. Die Katalanen behielten die Kontrolle über Livadia bis zum Jahr 1388. Das Herzogtum Athen unter dem florentinischen Herrscher Nerio Acciaouli eroberte Livadia für das Herzogtum.
1458 eroberte das osmanische Reich unter Sultan Mohammed II. Livadia. Zunächst wurde Livadia dem Sanjak Trikala verwaltungstechnisch zugeordnet; ab 1470 gehörte Livadia dem Sanjak Evripos an. Ab dem 15. Jahrhundert blühte die Siedlung Livadia durch den osmanischen Einfluss auf. Ende des 17. Jahrhunderts geriet Livadia zum Mitschauplatz der Auseinandersetzung im Venezianisch-Türkischen Krieg von 1684 bis 1699 auf dem Boden von Böotien. Ende des 18. Jahrhunderts war Livadia zur größten Stadt von Böotien aufgestiegen und überflügelte damit Theben.

### Neuzeit
Vor dem Beginn des griechischen Unabhängigkeitskrieges gegen das Osmanische Reich 1821 hatte Livadia 10.000 griechische Einwohner. Ein Jahr vor Ausbruch der Kampfhandlungen war Livadia ein Aktionszentrum der Filiki Eteria. In der Nacht vom 28. auf den 29. Mai 1821 versammelten sich die Aufständischen auf dem Profitis Ilias-Hügel und verlangten vom osmanischen Stadtkommandeur die Kapitulation; dieser lehnte ab, so dass die Aufständischen angriffen und am 31. Mai 1821 die osmanische Garnison in der Burg eingekreist hatten. Einen Tag später ergaben sich die osmanischen Streitkräfte. Die Befreiung hielt allerdings nicht lange vor; einrückende osmanische Truppen aus der damaligen osmanischen Provinz Makedonien und Thessalien eroberten die Stadt für das osmanische Reich zurück. 1828 gelang den griechischen Rebellen am 5. November die erneute Eroberung der Stadt, welche anschließend wieder an das osmanische Reich fiel und erst am 8. Februar 1829 endgültig von den griechischen Truppen in Besitz genommen werden konnte.
Dem Massaker von Distomo (ca. 15 km westlich, 218 Opfer) am 10. Juni 1944 durch Angehörige eines Regimentes der 4. SS-Polizei-Panzergrenadier-Division lag angeblich der Verlust von drei Mann bei einer „Verfolgungsaktion von Partisanen“ in Livadia zu Grunde.

## Wirtschaft
Livadia war lange Zeit ein Zentrum des Anbaus und Nutzung von Baumwolle und Tabak. Auch Getreideanbau und Viehzucht wurden betrieben. Unverändert spielt die Landwirtschaft auch gegenwärtig eine wichtige wirtschaftliche Rolle. Daneben haben Industriebetriebe wirtschaftliche Bedeutung erlangt.

## Verkehr
Die Stadt Livadia liegt an der Nationalstraße 3 (Europastraße 65) von Lamia nach Theben und Athen. In geringer Entfernung zur Stadt verläuft auch die Autobahn 1 von Lamia über Livadia und Theben nach Athen. Von Livadia aus führt die Nationalstraße 48 nach Delphi und Distomo.
Livadia liegt weiter an der Bahnstrecke Piräus–Thessaloniki. Die Ortsteile Davleia, Parori und Livadia selbst hatten dort jeweils einen eigenen Bahnhof. Heute ist der ehemalige Halt in Parori nicht mehr in Betrieb.

## Söhne und Töchter der Stadt
- Ioannis Maniatis (* 1986), Fußballspieler